# Banjō Ginga
Banjō Ginga (銀河 万丈 Ginga Banjō) es un veterano seiyū japonés nacido el 12 de noviembre de 1948 en Kōfu, Prefectura de Yamanashi bajo el nombre Takashi Tanaka (田中 崇 Tanaka Takashi). Está casado con su colega Gara Takashima.
Posee una extensa carrera. Ha participado en series como One Piece, Cyborg 009 (1979), Mobile Suit Gundam, Macross Plus, Lupin III, Cowboy Bebop, Hunter × Hunter (2011), Saint Seiya, Hokuto no Ken y Dragon Ball, entre otras. Está afiliado a Aoni Production.

## Roles interpretados

### Series de Anime
1977
- UFO Robo Grendizer como Zuril (rol de debut).
- Wakusei Robo Danguard Ace como Doppler.
- Yakyūkyō no Uta como Kyouji Yagyuu.

1978
- Capitán Harlock como Kiddodo (como Takashi Tanaka).
- Captain Future como Yaru (como Takashi Tanaka).
- El Galáctico como el Rey (como Takashi Tanaka).
- Galaxy Express 999 como el Doctor Ban (como Takashi Tanaka).
- Muteki Kōjin Daitarn 3 como Neros.
- Perrine Monogatari como Theodor.
- Uchū Mazin Daikengo como el Doctor Gudda y el Emperador Mazeran.

1979
- Cyborg 009 como Geronimo Jr. - Cyborg 005 y Vishnu.
- Doraemon como el Sr. Kaminari (1º voz, hasta 1981).
- El osito Misha como el padre de Misha.
- El Rey Arturo como Lavick.
- Mobile Suit Gundam como Cozun Graham y Gihren Zabi.

1980
- Densetsu Kyojin Ideon como Damido Pecchi.
- Lalabel, la niña mágica como Bisukasu (como Takashi Tanaka).
- Moero Āsā Hakuba no Ōji como Lavick.
- Uchū Senshi Baldíos como Alan y el Rey Bado.
- Uchuu Senkan Yamato 3 como Ram's XO (como Takashi Tanaka).

1981
- Dr. Slump como Kon Kimidori.
- Fang of the Sun Dougram como Chico.
- Ginga Senpū Braiger como Rasupuran.
- Hello! Sandybell como Eduardo (como Takashi Tanaka).
- Tiger Mask II como Antonio Inoki (como Takashi Tanaka).

1982
- Ai no Senshi Rainbowman como Heinz Shousa.
- Cobra como el Coronel Velga.
- Fuku-chan como el Sr. Arakuma.
- Kikou Kantai Dairugger XV como Caponerro, Gramont, Laurant, Mack Chakker y Rackal.
- Ochamegami Monogatari Korokoro Poron como Poseidan.
- Sentō Mecha Xabungle como Timp y el Narrador.
- The Kabocha Wine como Dekkin.

1983
- Akū Daisakusen Srungle como Kaizer y Tarunia.
- Armored Trooper Votoms como Jean Paul Rocchina y el Narrador.
- Genesis Climber Mospeada como Jonathan Wolf.
- Kinnikuman como Jiraiyer y Ramenman.
- La vuelta al mundo de Willy Fog como Willy Fog.
- Nanako SOS como el Dr. Ishikawa.
- Super Dimensional Century Orguss como el Narrador y Jabby.

1984
- El Puño de la Estrella del Norte como el Narrador, Souther y Touda.
- Galactic Patrol Lensman como Ban Baskark.
- Juusenki L-Gaim como Maph McTomin.
- Lupin III - Parte III como Arnold Oosa.
- Super Dimensional Cavalry Southern Cross como Georges Sullivan.

1985
- Chōjū Kishin Dancougar como Alan.
- Hai Step Jun como Oohata-sensei.
- Highschool! Kimengumi como Hitoma Rokujō.
- Konpora Kid como Shinryuu Kyoutou.
- La princesa Sara como Ralph.
- Touch como Shōhei Harada.

1986
- Bosco Daibōken como Hoodman.
- Bug-tte Honey como Analog Satan y el Rey Juriden.
- Dorimogu Daa!! como Garuda.
- Dragon Ball como el Coronel Silver, Bora y Giran.
- Ginga: Nagareboshi Gin como Riki.
- Mobile Suit Gundam ZZ como Gihren Zabi.
- Pollyanna como Pendelton.
- Saint Seiya como Cassios.

1987
- City Hunter como Harukawa.
- El Puño de la Estrella del Norte 2 como el Narrador, Souther y Buzori.
- Esper Mami como el Narrador.
- Jinete sable y los comisarios estrella como Zatola.
- Míster Ajikko como Aji Shogun.
- Saint Seiya como Jango.
- Transformers: The Headmasters como Scorponok/Mega Zarak.

1988
- Chōon Senshi Borgman como Gilbert Mesh.
- El pequeño lord como Rex.
- Himitsu no Akko-chan 2 como Gagami Ken'ichirou.
- Sakigake!! Otoko Juku como J.
- Tatakae!! Ramenman como Hogan y Jīnlóng.
- Transformers: Super-God Masterforce como Black Zarak.

1989
- City Hunter 3 como Noriyuki Ikeda.
- Dragon Ball Z como Bora, el Rey Moai y el Rey Vegeta.
- Jungle Book: Shounen Mowgli como Baloo.
- Transformers: Victory como el padre de Clamp.

1990
- Fushigi no Umi no Nadia como la voz del Red Noa.
- Pigmalión como Agnard.

1991
- Dragon Quest: Las aventuras de Fly como Crocodine.
- Emergency Departure Rescue kids como Neal y Rick.
- Moero! Top Striker como Robson.

1992
- Jackie y su mascota como Robert.

1993
- Tanoshii Willow Town como el Narrador.
- Yaiba como Onick.

1995
- Sorcerer Hunters como el Narrador y Saj Torte.
- Street Fighter II-V como Sagat.

1996
- La leyenda del Zorro como Sabato.
- La visión de Escaflowne como Adelphos.

1997
- Kindaichi Shounen no Jikenbo como Minamiyama.
- Master Mosquiton 99 como Frankie Negger.

1998
- Bubblegum Crisis Tokyo 2040 como Motoslave.
- Cowboy Bebop como Tongpu.
- Eat-Man '98 como el Senador Sharif.
- Himitsu no Akko-chan 3 como Antonio Baba.

1999
- Blue Gender como Dice Quaid.
- Cybercat Kurochan como Ahab.
- One Piece como Morgan.

2000
- Shinzo como el Narrador y el padre de Yakumo.

2001
- Noir como Remy Breffort.
- Run=Dim como Sōichi Yagihara.
- Vandread: The Second Stage como Kokopeli.

2002
- Kiddy Grade como Ascoeur.
- Tenshi na Konamaiki como el padre de Megumi Amatsuka.

2003
- Astroboy: Tetsuwan Atom como Keibu Tawashi.
- F-Zero GP Legend como Blood Falcon.
- Sakigake!! Cromartie Koukou como el Narrador.

2004
- Monster como Rosso.
- Onmyou Taisenki como Akagane no Itsumu, Mikazuchi y el Narrador.
- Phantom Memory Kurau como Rosso.
- Viewtiful Joe como el Capitán Azul.
- Yugo el negociador como Ali.

2005
- Eureka Seven como Greg "Dr. Bear" Eagan.
- Gallery Fake como el Profesor Maruyama.
- Gun × Sword como el Narrador.
- La Ley de Ueki como Baron.
- MÄR como Babbo.
- Shinshaku Sengoku Eiyū Densetsu - Sanada Jū Yūshi The Animation como Matabei Mototsugu Goto.

2006
- Bartender como Ryuuichi Minegishi.
- Black Lagoon como Verrochio.
- Ergo Proxy como Cage Seal.
- Ōban Star-Racers como Toros.

2007
- Bamboo Blade como el Narrador.
- Deltora Quest como El Señor de las Tinieblas.
- Jyūshin Enbu como Keirō.

2008
- Gintama como Hōsen.
- Golgo 13 como el hermano mayor de Sabine y Spartacus.
- Hakaba Kitarō como el Dr. Gamotsu.
- Jigoku Shōjo Mitsuganae como Norisha Takasugi.
- Kuroshitsuji como Damiano.
- Kurozuka como Kurumasou.
- Scarecrowman como Ernest.
- Zettai Karen Children como Elec Teru.

2009
- Chrome Shelled Regios como Ryuhou Gash.
- Sora o Kakeru Shōjo como Nerval.
- Tetsuwan Birdy: Decode 2 como Agrazume.

2010
- Beyblade Metal Masters como African DJ.
- Fairy Tail como el Sr. Heartfilia.

2011
- Dororon Enma-kun Meeramera como Kan Tengu.
- Nichijō como el Narrador.
- Toriko como Baidan y Yosaku.

2012
- Detective Conan como Tsuneaki Niikura.

2013
- Hayate no Gotoku! Cuties como Armageddon.
- Kyousogiga como el Narrador.

2014
- Hero Bank como Sennen.
- Marvel Disk Wars: The Avengers como Magneto.
- Momo Kyun Sword como Jakiō.
- One Piece como Riku Doldo III.
- Hunter × Hunter como Isaac Netero (2da voz).
- Space Dandy como el Comandante Perry.

2015
- JoJo's Bizarre Adventure: Stardust Crusaders como Daniel J. D'Arby.
- Kekkai Sensen como Gilbert F. Altstein.
- Shokugeki no Sōma como Senzaemon Nakiri.

2016
- Joker Game como el Coronel Hermann Wolf (ep 11).

2017
- Kekkai Sensen & Beyond como Gilbert F. Altstein.

2021
- Night Head 2041 como Kyōjirō Mikuriya.

2023
- Kono Subarashii Sekai ni Bakuen wo! como el Director.

2024
- Solo Leveling como Go Gun-hee/Kiyoomi Gotō.
- Urusei Yatsura (remake) como el bisabuelo de Lum

### OVAs
1980
- Lalabel, la niña mágica: El mar llama a las vacaciones de verano como Bisukasu (como Takashi Tanaka).

1985
- Dirty Pair no Ooshōbu: Nolandia no Nazo como Yurugis.
- Dream Hunter REM como Daimaō.
- Love Position - The Legend of Halley como Akira Aigo.

1986
- Amon Saga como Ekuna.
- Delpower X Bakuhatsu Miracle Genki! como Nick Jagger.
- Geba Geba Shō Time! como Geba Geba Ojisan.
- Roots Search como Norman.
- Shōnan Bakusōzoku como Ichijiku Kanchō, Jun Mamurasaki y Kazuki Ōhashi.
- Sokihei M.D. Geist como Gista.
- Transformers: Scramble City como Ultra Magnus.

1987
- El complot del clan Fuma como Daisuke Jigen.
- Mugen Shinshi: Bōken Katsugeki Hen como Alucard.
- Urotsukidōji: la leyenda del señor del mal como Chōjin.

1988
- Crying Freeman como Don Carleone.
- Dominion Tank Police como Skelton.
- Makai Toshi Shinjuku como Genichirou Izayoi.
- Watt Poe to Bokura no Ohanashi como Tarmo.

1989
- Fūma no Kojirō: Yasha-hen como Kurojishi.
- Midoriyama Kōkō Kōshien-hen como Saburō Kurotani.
- Yōma como Koga.

1990
- Cyber City Oedo 808 como Kazuo Shiroyama.
- Hengen Taima Yakō Karura Mau! Sendai Kokeshi Enka como Nimen Souzu.
- Utsunomiko: Heaven Chapter como Taishakuten.

1991
- 3×3 Ojos como Steve Long.
- Condition Green como Staden.
- Hoshikuzu Paradise como Sebastián.
- Majū Senshi Luna Varga como Bato Robis.

1992
- Ellcia como Danat.
- Legend of the Galactic Heroes como De Villier.

1993
- Kishin Heidan como el Sr. Katzberg.
- Konpeki no Kantai como el Almirante Eisaku Takasugi.
- Suna no Bara como el Comandante Heineken.

1994
- Armored Trooper Votoms: The Heretic Saint como Jean Paul Rocchina y el Narrador.
- Macross Plus como Raymond Marley.

1995
- Armitage III como Jusup.
- Saber Marionette R como el Virrey de Romana.

1996
- Blue Seed 2 como el Presidente de EE. UU.
- Legend of Crystania: The Chaos Ring como Harven.
- Mobile Suit Gundam: The 08th MS Team como Gihren Zabi.
- Slayers Special como Lagan.
- Sorcerer Hunters como el Narrador.

1998
- Spectral Force como Janess.

1999
- Master Keaton como León Hannah.
- Saiyuki como el Narrador.

2001
- Gundam Evolve como Gihren Zabi.

2004
- Dai Yamato Zero-go como Moore Prostar.
- Mobile Suit Gundam: MS IGLOO como Gihren Zabi.
- New Getter Robo como Jikokuten.

2005
- Guyver como Gaster.

2007
- Armored Trooper Votoms: Pailsen Files como Kotta Ruske y el Narrador.
- Shin Shōnan Bakusōzoku Arakure Knight como Adachi.

2009
- On the Way to a Smile Episode Denzel: Final Fantasy VII como Reeve Tuesti.

2010
- Mudazumo Naki Kaikaku como el Presidente Hu.

2011
- Mazinkaiser SKL como Garan.
- Nichijō como el Narrador.

2012
- Shijō Saikyō no Deshi Ken'ichi como Li Tenmon.

2015
- Mobile Suit Gundam: The Origin (1 y 2) como Gihren Zabi.

2016
- Mobile Suit Gundam: The Origin (3 y 4) como Gihren Zabi.

### ONAs
2016
- Brotherhood: Final Fantasy XV como Clarus Amicitia

### Películas
1979
- Galaxy Express 999 como el Capitán de la Guardia y Thug.
- Tondemo Nezumi Daikatsuyaku como el Padre Ratón.

1980
- Chikyū e... como E1077.
- Gekijouban Cyborg 009: Chou Ginga Densetsu como Geronimo Jr. - Cyborg 005.
- Yamato yo Towa ni como Grotus (como Takashi Tanaka).

1981
- Dr. Slump and Arale-chan: Hello! Wonder Island como el padre de Senbei (como Takashi Tanaka).
- Mobile Suit Gundam (trilogía) como Gihren Zabi.
- Único: Salvando Nuestro Frágil Planeta como Yokuno-Katamari.

1982
- Densetsu Kyojin Ideon: Hatsudō-hen como Damido Pechi.
- Densetsu Kyojin Ideon: Sesshoku-hen como Damido Pechi.
- Future War 198X Nen como Denkin (como Takashi Tanaka).

1983
- Manga Aesop Monogatari como el Viento del Norte (como Takashi Tanaka).
- Xabungle Graffiti como Tinpu Sharon.

1984
- Locke, El Superman de las Galaxias como el Teniente Bell.

1985
- Kinnikuman: Haresugata! Seigi Chōjin como Ramenman.

1986
- Megazone 23 Part II como Eigen Yumekanō.
- Ai City como Ii.
- Kinnikuman: New York Kikiippatsu! como Ramenman.
- Kinnikuman: Seigi Chōjin vs Senshi Chōjin como Ramenman y Magorakas.
- Touch: Sebangou no Nai Ace como Shōhei Harada.

1987
- Manie-Manie Meikyu Monogatari como Zack Hugh.

1988
- Makafushigi Daibōken como Bora.
- Sakigake!! Otoko Juku como J.

1989
- Utsunomiko como Taishakuten.

1990
- Chikyū marugoto chōkessen como Amond.
- Onna Senshi Efe & Jira: Gude no Monsho como el Barón Celdion.

1991
- Dragon Quest: Dai no daibouken como Crocodine.

1992
- Dragon Quest: Dai no Daibōken Buchiya bure!! Shinsei Rokudai Shoguo como Crocodine.
- Kaze no Tairiku como Gatten Rakumu.

1995
- Hajimari no Bōkensha-tachi - Legend of Crystania como Harven.
- Macross Plus como Raymond Marley.

1996
- Hashiru Otoko como Zack Hugh.
- Lupin III: Vivo o muerto como el General.

1997
- The Doraemons: The Mysterious Thief Dorapan The Mysterious Cartel como el Profesor Achimov.

2000
- The Doraemons: Doki Doki Wildcat Engine como el Profesor Achimov.

2002
- 6 Angels como Geega.
- Doraemon: El gladiador como Robby.

2005
- Final Fantasy VII: Advent Children como Reeve.

2006
- Eien no Hō como Edison.

2007
- Doraemon y los siete magos como Demaon.

2009
- Buddha Saitan como Tousaku Arai.
- Fresh Pretty Cure!: Omocha no Kuni wa Himitsu ga Ippai!? como Count Roulette.

2010
- Uchū Show e Yōkoso como Gōba.

2011
- Shin Chan y la Espada de Oro como Ase Daku Daaku.

2012
- Shinpi no Hō como el padre de Theta.

2013
- Toriko la película: Menú Especial de Bishokushin como Yosaku.

2016
- Kingsglaive: Final Fantasy XV como Clarus Amicitia.

### Especiales de TV
1990
- Tatta hitori no saishū kessen como Tooro.

1998
- Touch: Are kara, Kimi wa... - Miss Lonely Yesterday - como Shōhei Harada.

2001
- Touch: Cross Road - Kaze no Yukue como Shōhei Harada.

2002
- Galaxy Express 999 for Planetarium como el Presidente Akogistrol.

2003
- One Piece: ¡Proteger! La última gran actuación como Suiku.

2008
- Mahō no Ranpu wa Akumu no Yokan como el Coronel Garlic.

### Videojuegos
- Ace Combat Zero: The Belkan War como AWACS
- Cosmic Fantasy 1 como Gaia, Lumalet y Toga
- Cyberbots: Full Metal Madness como Dave y Tessan Hagure
- Dead or Alive 2: Hardcore como Bayman
- Dead or Alive 2: Ultimate como Bayman
- Dead or Alive 3 como Bayman
- Dirge of Cerberus: Final Fantasy VII como Cait Sith/ Reeve Tuesti
- Dragon Quest Heroes - Rocket Slime como Dirk
- Final Fantasy IV como FuSoYa
- Final Fantasy XV como Clarus Amicitia
- Heavy Rain como Scott Shelby
- Hokuto no Ken como Souther
- Hokuto no Ken : Seikimatsu Kyūseishu Densetsu como Souther
- Kingdom Hearts como William Clayton
- Last Ranker como Zebrila
- LUX-PAIN como Edward Steiner
- Metal Gear Solid como Liquid Snake
- Metal Gear Solid 2: Sons of Liberty como Liquid Snake
- Metal Gear Solid 3: Snake Eater como Major Zero
- Metal Gear Solid 4: Guns of the Patriots como Liquid Ocelot y Liquid Snake
- Resident Evil: Revelations como Morgan Lansdale
- Saint Seiya: Sanctuary Battle como Cassios
- Saint Seiya: The Sanctuary como Cassios
- Sakigake!! Otokojuku: Nihon yo, Kore ga Otoko de aru!! como J
- Shadow Hearts: From the New World como Frank Goldfinger
- Shadow the Hedgehog como Commander
- Shin Megami Tensei: Digital Devil Saga como Varin Omega
- Shin Megami Tensei: Digital Devil Saga 2 como Terrence E. Beck
- Soulcalibur como Astaroth
- Tales of Xillia como Dillack Mathis
- Tekken como Ganryu, Heihachi Mishima, Jack y Prototype Jack
- Tekken 2 como Heihachi Mishima, Jack-2 y Prototype Jack
- Tekken 3 como Gun Jack
- Tekken 5 como Jack-5
- Tekken 6 como Jack-6

### Tokusatsu
1980
- Chō Uchū Machine X-Bomber como el Emperador Gozma (como Takashi Tanaka).

2003
- Bakuryū Sentai Abaranger como Bakuryū Brachiosaurus.

2006
- GōGō Sentai Bōkenger como Gekkō.

### CD Drama
- Emerald Dragon como Emerald Dragon
- Romance of the Three Kingdoms como Cao Cao
- Skip Beat! como Lory Takarada
- Tales of Symphonia ~a long time ago~ vol. 1 como Duke Bryan

### Radio Drama
- Radio Gensosuikoden como Barbarossa

### Doblaje
- Atlantis: el imperio perdido como el Dr. Joshua Strongbear Sweet
- Atlantis: El regreso de Milo como el Dr. Joshua Strongbear Sweet
- Batman: la serie animada como Killer Croc
- Bob Esponja: La película como el Rey Neptuno
- El rey Escorpión como Balthazar
- First Blood como John Rambo
- Hércules como Zeus
- Inteligencia artificial como Teddy
- La sirenita 2: regreso al mar como Resaca
- Lightyear como el emperador Zurg
- Police Academy como Moses Hightower
- Star Trek: La nueva generación como Worf
- Tarzán como William Clayton
- Ted 2 como Rick
- Transformers: la venganza de los caídos como The Fallen
- Transformers Animated como Ultra Magnus

## Otros trabajos
Bajo su verdadero nombre, Takashi Tanaka, ha trabajado en la producción de series, OVAs y películas.

### Compilación paraHTB Hokkaido TV
- AKB0048
- AKB0048 next stage

### Producción
- Detective Conan: Testigo presencial
- Eiga! Tamagotchi Uchū Ichi Happy na Monogatari!?
- Inazuma Eleven: Saikyō Gundan Ōga Shūrai
- Pokémon: Arceus y la Joya de la Vida
- Pokémon: The Rise of Darkrai
- Pokémon: Zoroark: El Maestro de Ilusiones
- Street Fighter Zero Movie
- Utawarerumono

### Comité Ejecutivo
- Detective Conan: Cuenta regresiva al cielo

### Diseño 3DCG
- Pokémon: Giratina and the Sky Warrior
- Zoids: New Century Zero